# Riwoche (arrondissement)
Riwoche Dzong, Chinees: Riwoqê Xian is een arrondissement in de prefectuur Chamdo in de Tibetaanse Autonome Regio, China. Door Riwoche lopen de nationale wegen G214 en G317.
Riwoche heeft een oppervlakte van 5879 km². In 1999 telde het arrondissement 39.683 inwoners. De gemiddelde hoogte is 4500 meter. De gemiddelde jaarlijkse temperatuur is 2,6 °C en in de zomer wordt het gemiddeld 12,1 °C. Er valt jaarlijks gemiddeld 566,4 mm neerslag.

## Geschiedenis
De plaatsnaam Riwoche betekent Grote Berg en gaat terug op het Tibetaanse klooster Riwoche uit de taklung kagyü (kagyütraditie) dat daar door Sanggye Ön (sangs rgyas dbon) (1250-1296) met ondersteuning van Phagspa werd opgericht en tot in de 20e eeuw de wereldlijke een geestelijke regering over de regio ononderbroken in handen hield.